# Rhitymna deelemanae
Rhitymna deelemanae là một loài nhện trong họ Sparassidae.
Loài này thuộc chi Rhitymna. Rhitymna deelemanae được Peter Jäger miêu tả năm 2003.